# OpenCart
Opencart – otwarte oprogramowanie sklepu internetowego, udostępniane na licencji GNU General Public License. Napisane w języku PHP, korzystające z bazy danych MySQL i elementów języka HTML. Do instalacji rozszerzeń oprogramowanie korzysta z mechanizmu modyfikacji OCMOD, do wersji 3 stosowany był VQmod. Obecna stabilna wersja 3.0.3.6 wydana została 20 kwietnia 2020.

## Popularność
Według strony builtwith.com na 28 grudnia 2020 aktywnych jest 418 331 stron zbudowanych na oprogramowaniu Opencart. Na dzień 28 grudnia 2020 jest 5 najpopularniejszym oprogramowaniem sklepów internetowych.